# 聖羅斯 (伊利諾伊州)
聖羅斯（英語：Saint Rose）是位於美國伊利諾伊州克林頓縣的一個非建制地區。該地的面積和人口皆未知。

## 地理
聖羅斯的座標為38°41′03″N 89°33′16″W / 38.68417°N 89.55444°W，而該地的平均海拔高度為152米（即499英尺）。